# 費氏鰺
費氏鰺（学名：Caranx fischeri），为輻鰭魚綱鱸形目鱸亞目鰺科鰺屬下的一个种。

## 分類及命名
本種由William Smith-Vaniz和Kent Carpenter定義的Caranx hippos complex，其包括C.fischeri、C.hippos和C. caninus。該物種與C. hippos混在一起，直到2007年William Smith-Vaniz和Ken Carpenter完全描述了該物種，解剖學上將其置於C. hippos之外。該全型標本來源於1978年在喀麥隆附近收集的標本，最初被稱為C. hippos。該物種由於其最近的描述而沒有同義詞，但該物種被錯誤地識別為C. hippos和C. carangus。

## 分布
本魚分布於東大西洋茅利塔尼亞至安哥拉南部亞熱帶海域。從歷史標本顯示，地中海有本魚存在的紀錄，然現今並未有新標本出現。

## 特徵
本魚體呈橢圓形而側扁，背側輪廓比腹側輪廓更凸出，尾柄細長。背鰭2個，背鰭硬棘9枚、背鰭軟條21-24枚、臀鰭硬棘3枚、臀鰭軟條17-19枚，脊椎骨24個，體呈橄欖色至綠藍色，背面顏色為淡黃色，腹面白色。背鰭深褐色至灰色，而臀鰭為棕黃色，尾鰭為棕黃色，體長可達53公分。

## 生態
本魚主要棲息在沿海水域，屬肉食性，以甲殼類等為食，生活習性不明，可做為食用魚。

## 考文献
1. ↑  Miller, E.F.; M.D. Curtis. . Bulletin of the Southern California Academy of Sciences. 2008, 107 (1): 41–43. doi:10.3160/0038-3872(2008)107[41:FOOAPC]2.0.CO;2.